# Raúl Alfonsín
Raúl Ricardo Alfonsín (12. března 1927 Chascomús, Argentina – 31. března 2009 Buenos Aires) byl argentinský právník, politik a obhájce lidských práv, jehož předkové emigrovali z Galicie. Byl komunálním politikem, provinčním i národním poslancem a senátorem a od prosince 1983 do června 1989 byl 49. prezidentem Argentiny.
Alfonsín vyhrál prezidentské volby, jež ukončily sedmiletou vojenskou diktaturu (tzv. Proces národní reorganizace), která se dostala k moci šestým argentinským pučem roku 1976; předáky bývalé junty, zodpovědné za smrt mnoha lidí, postavil před soud. Stal se tak ikonou obnovené argentinské demokracie.
Během jeho vlády bylo založeno společenství Mercosur a byly urovnány vztahy s Chile (obojí 1985). V roce 1986 se pokusil prosadit přenesení hlavního města Argentiny do Patagonie, do města Viedma, kde by na hranici provincií Río Negro a Buenos Aires vznikl nový federální distrikt. Tento plán, jehož cílem byl rozvoj zaostalé a odlehlé Patagonie a oslabení koncentrace politické a ekonomické moci v Buenos Aires, vzbudil v hlavním městě velký odpor a nakonec byl opuštěn. Později musel Alfonsín čelit ekonomické krizi a hyperinflaci spojené s pouličními nepokoji, a tak vládu předal ještě před ukončením volebního období svému nástupci Carlosu Menemovi.
V politice zůstal Alfonsín i po svém prezidentství. Zemřel roku 2009 na rakovinu plic.